# Stijn Vreven
Stijn Vreven (Hasselt, 18 luglio 1973) è un allenatore di calcio ed ex calciatore belga, di ruolo difensore.

## Caratteristiche tecniche
Era un terzino destro.

## Carriera

### Giocatore

#### Club
Cresciuto nelle file di Diepenbeek, Sint-Truiden e Malines, ha debuttato tra i professionisti nel 1993, con la maglia del Malines. Dopo quattro stagioni nel club giallorosso, nel 1997 è passato al Gent. Nel 1999 si è trasferito nei Paesi Bassi, all'Utrecht. Nella stagione 2003-2004 ha giocato in Germania, nelle file del Kaiserslautern. Il 30 luglio 2004 si è trasferito al Vitesse. Il 28 gennaio 2006 è passato all'Omonia, club cipriota. Il 12 luglio 2006 si è trasferito all'ADO Den Haag. Il 1º luglio 2007 è stato ufficializzato il suo ritorno al Sint-Truiden. Il 31 gennaio 2008 si è trasferito in prestito al Tongeren. Il 31 agosto 2008 è passato al Leopoldsburg. Dopo due stagioni al Leopoldsburg, nel 2010 è passato all'Esperanza Neerpelt, club in cui ha ricoperto il ruolo di giocatore-allenatore fino al 2011, anno in cui ha terminato la propria carriera da calciatore.

#### Nazionale
Ha debuttato in Nazionale maggiore il 21 agosto 2002, nell'amichevole Polonia-Belgio (1-1). È sceso in campo, inoltre, in Belgio-Bulgaria (0-2).

### Allenatore
Nella stagione 2010-2011 ha ricoperto il ruolo di giocatore-allenatore dell'Esperanza Neerpelt. Nella stagione 2011-2012, invece, è rimasto nel club svolgendo il ruolo di allenatore. Nella stagione 2012-2013 ha allenato il Dessel Sport. Il 30 marzo 2013 è stato annunciato come nuovo tecnico del Lommel Utd per la stagione 2013-2014. Ha allenato il club biancoverde per due stagioni, ottenendo un quinto ed un secondo posto in campionato. Il 1º luglio 2015 è ufficialmente diventato allenatore del Waasland-Beveren. Confermato al termine della stagione, è stato sollevato dall'incarico il 28 ottobre 2016. Il 1º gennaio 2017 ha firmato per il NAC Breda. Al termine della stagione 2017-2018 ha lasciato il club. Il 25 maggio 2018 è stato presentato come nuovo tecnico del Beerschot. Il 9 ottobre 2019 è stato esonerato. Il 19 novembre 2019 è stato nominato allenatore del Lokeren, succedendo all'esonerato Glen De Boeck. Al termine della stagione non è stato confermato. Il 17 luglio 2020 è diventato allenatore dell'AS Trenčín, club slovacco. Il 27 aprile 2021 è stato sollevato dall'incarico. Dopo un anno e mezzo senza panchina, l'11 novembre 2022 è diventato allenatore del Dessel Sport. Ha mantenuto l'incarico fino al termine della stagione. Il 20 giugno 2023 è stato annunciato come nuovo tecnico dell'Ostenda. L'11 dicembre 2023 è stato esonerato. Il 28 maggio 2024 è stato annunciato come nuovo tecnico del Panevėžys, club lituano.

## Statistiche

### Presenze e reti nei club
| Stagione            | Squadra             | Campionato          | Campionato | Campionato | Coppe nazionali | Coppe nazionali | Coppe nazionali | Coppe continentali | Coppe continentali | Coppe continentali | Altre coppe | Altre coppe | Altre coppe | Totale | Totale | Totale |
| Stagione            | Squadra             | Comp                | Pres       | Reti       | Comp            | Pres            | Reti            | Comp               | Pres               | Reti               | Comp        | Pres        | Reti        | Pres   | Reti   |        |
| ------------------- | ------------------- | ------------------- | ---------- | ---------- | --------------- | --------------- | --------------- | ------------------ | ------------------ | ------------------ | ----------- | ----------- | ----------- | ------ | ------ | ------ |
| 1993-1994           | Malines             | DI                  | 8          | 1          | CB              | 0               | 0               | UEFA               | 0                  | 0                  | -           | -           | -           | 8      | 1      |        |
| 1994-1995           | Malines             | DI                  | 18         | 0          | CB              | 1               | 0               | -                  | -                  | -                  | -           | -           | -           | 19     | 0      |        |
| 1995-1996           | Malines             | DI                  | 27         | 1          | CB              | 1               | 0               | -                  | -                  | -                  | -           | -           | -           | 28     | 1      |        |
| 1996-1997           | Malines             | DI                  | 29         | 1          | CB              | 2               | 0               | -                  | -                  | -                  | -           | -           | -           | 31     | 1      |        |
| Totale Malines      | Totale Malines      | Totale Malines      | 82         | 3          |                 | 4               | 0               |                    | 0                  | 0                  |             | -           | -           | 86     | 3      |        |
| 1997-1998           | Gent                | DI                  | 29         | 0          | CB              | 3               | 0               | -                  | -                  | -                  | SCB         | 1           | 0           | 32     | 0      |        |
| 1998-1999           | Gent                | DI                  | 28         | 0          | CB              | 1               | 0               | -                  | -                  | -                  | SCB         | 1           | 0           | 30     | 0      |        |
| Totale Gent         | Totale Gent         | Totale Gent         | 57         | 0          |                 | 4               | 0               |                    | -                  | -                  |             | 2           | 0           | 63     | 0      |        |
| 1999-2000           | Utrecht             | E                   | 29         | 1          | KNVBB           | 4               | 0               | -                  | -                  | -                  | -           | -           | -           | 33     | 1      |        |
| 2000-2001           | Utrecht             | E                   | 28         | 0          | KNVBB           | 0               | 0               | -                  | -                  | -                  | -           | -           | -           | 28     | 0      |        |
| 2001-2002           | Utrecht             | E                   | 29         | 1          | KNVBB           | 3               | 0               | UEFA               | 4                  | 0                  | -           | -           | -           | 36     | 1      |        |
| 2002-2003           | Utrecht             | E                   | 27         | 1          | KNVBB           | 2               | 0               | UEFA               | 1                  | 0                  | -           | -           | -           | 30     | 1      |        |
| Totale Utrecht      | Totale Utrecht      | Totale Utrecht      | 113        | 3          |                 | 9               | 0               |                    | 5                  | 0                  |             | -           | -           | 127    | 3      |        |
| 2003-2004           | Kaiserslautern      | BL                  | 8          | 0          | DFBP            | 1               | 0               | UEFA               | 1                  | 0                  | -           | -           | -           | 10     | 1      |        |
| 2004-2005           | Vitesse             | E                   | 29         | 0          | KNVBB           | 0               | 0               | -                  | -                  | -                  | -           | -           | -           | 29     | 0      |        |
| 2005-gen. 2006      | Vitesse             | E                   | 17         | 0          | KNVBB           | 0               | 0               | -                  | -                  | -                  | -           | -           | -           | 17     | 0      |        |
| Totale Vitesse      | Totale Vitesse      | Totale Vitesse      | 46         | 0          |                 | 0               | 0               |                    | -                  | -                  |             | -           | -           | 46     | 0      |        |
| gen.-giu. 2006      | Omonia              | AK                  | 6          | 0          | KK              | 0               | 0               | UEFA               | 0                  | 0                  | -           | -           | -           | 3      | 0      |        |
| 2006-2007           | ADO Den Haag        | E                   | 20         | 0          | KNVBB           | 1               | 0               | -                  | -                  | -                  | -           | -           | -           | 21     | 0      |        |
| 2007-gen. 2008      | Sint-Truiden        | DI                  | 11         | 0          | CB              | 1               | 0               | -                  | -                  | -                  | -           | -           | -           | 12     | 0      |        |
| gen.-giu. 2008      | Tongeren            | DK                  | 10         | 0          | CB              | 0               | 0               | -                  | -                  | -                  | -           | -           | -           | 10     | 0      |        |
| 2008-2009           | Leopoldsburg        | VK                  | 22         | 0          | CB              | 0               | 0               | -                  | -                  | -                  | -           | -           | -           | 22     | 0      |        |
| 2009-2010           | Leopoldsburg        | VK                  | 27         | 1          | CB              | 0               | 0               | -                  | -                  | -                  | -           | -           | -           | 27     | 1      |        |
| Totale Leopoldsburg | Totale Leopoldsburg | Totale Leopoldsburg | 49         | 1          |                 | -               | -               |                    | -                  | -                  |             | -           | -           | 49     | 1      |        |
| 2010-2011           | Esperanza Neerpelt  | EPL                 | ?          | ?          | CB              | 0               | 0               | -                  | -                  | -                  | -           | -           | -           | 0+     | 0+     |        |
| Totale carriera     | Totale carriera     | Totale carriera     | 402+       | 7+         |                 | 20              | 0               |                    | 6                  | 0                  |             | 2           | 0           | 430+   | 7+     |        |

### Cronologia presenze e reti in nazionale
| Cronologia completa delle presenze e delle reti in nazionale ― Belgio | Cronologia completa delle presenze e delle reti in nazionale ― Belgio | Cronologia completa delle presenze e delle reti in nazionale ― Belgio | Cronologia completa delle presenze e delle reti in nazionale ― Belgio | Cronologia completa delle presenze e delle reti in nazionale ― Belgio | Cronologia completa delle presenze e delle reti in nazionale ― Belgio | Cronologia completa delle presenze e delle reti in nazionale ― Belgio | Cronologia completa delle presenze e delle reti in nazionale ― Belgio |
| Data                                                                  | Città                                                                 | In casa                                                               | Risultato                                                             | Ospiti                                                                | Competizione                                                          | Reti                                                                  | Note                                                                  |
| --------------------------------------------------------------------- | --------------------------------------------------------------------- | --------------------------------------------------------------------- | --------------------------------------------------------------------- | --------------------------------------------------------------------- | --------------------------------------------------------------------- | --------------------------------------------------------------------- | --------------------------------------------------------------------- |
| 21-8-2002                                                             | Stettino                                                              | Polonia                                                               | 1 – 1                                                                 | Belgio                                                                | Amichevole                                                            | -                                                                     | 69’                                                                   |
| 7-9-2002                                                              | Bruxelles                                                             | Belgio                                                                | 0 – 2                                                                 | Bulgaria                                                              | Qual. Euro 2004                                                       | -                                                                     | 90’                                                                   |
| Totale                                                                |                                                                       | Presenze                                                              | 2                                                                     |                                                                       | Reti                                                                  | 0                                                                     |                                                                       |

### Statistiche da allenatore
Statistiche aggiornate al 14 agosto 2024. In grassetto le competizioni vinte.
| Stagione                  | Squadra                   | Campionato                | Campionato | Campionato | Campionato | Campionato | Coppe nazionali | Coppe nazionali | Coppe nazionali | Coppe nazionali | Coppe nazionali | Coppe continentali | Coppe continentali | Coppe continentali | Coppe continentali | Coppe continentali | Altre coppe | Altre coppe | Altre coppe | Altre coppe | Altre coppe | Totale | Totale | Totale | Totale | % Vittorie | Piazzamento      |
| Stagione                  | Squadra                   | Comp                      | G          | V          | N          | P          | Comp            | G               | V               | N               | P               | Comp               | G                  | V                  | N                  | P                  | Comp        | G           | V           | N           | P           | G      | V      | N      | P      | %          | Piazzamento      |
| ------------------------- | ------------------------- | ------------------------- | ---------- | ---------- | ---------- | ---------- | --------------- | --------------- | --------------- | --------------- | --------------- | ------------------ | ------------------ | ------------------ | ------------------ | ------------------ | ----------- | ----------- | ----------- | ----------- | ----------- | ------ | ------ | ------ | ------ | ---------- | ---------------- |
| 2010-2011                 | Esperanza Neerpelt        | EPL                       | 34         | 19         | 9          | 6          | CB              | 1               | 0               | 0               | 1               | -                  | -                  | -                  | -                  | -                  | -           | -           | -           | -           | -           | 35     | 19     | 9      | 7      | 54,29      | 1° (prom.)       |
| 2011-2012                 | Esperanza Neerpelt        | VK                        | 31         | 15         | 7          | 9          | CB              | 5               | 3               | 1               | 1               | -                  | -                  | -                  | -                  | -                  | -           | -           | -           | -           | -           | 36     | 18     | 8      | 10     | 50,00      | 2°               |
| Totale Esperanza Neerpelt | Totale Esperanza Neerpelt | Totale Esperanza Neerpelt | 65         | 34         | 16         | 15         |                 | 6               | 3               | 1               | 2               |                    | -                  | -                  | -                  | -                  |             | -           | -           | -           | -           | 71     | 37     | 17     | 17     | 52,11      |                  |
| 2012-2013                 | Dessel Sport              | TK                        | 34         | 11         | 8          | 15         | CB              | 3               | 2               | 0               | 1               | -                  | -                  | -                  | -                  | -                  | -           | -           | -           | -           | -           | 37     | 13     | 8      | 16     | 35,14      | 12°              |
| 2013-2014                 | Lommel                    | TK                        | 34         | 16         | 11         | 7          | CB              | 3               | 2               | 0               | 1               | -                  | -                  | -                  | -                  | -                  | -           | -           | -           | -           | -           | 37     | 18     | 11     | 8      | 48,65      | 5°               |
| 2014-2015                 | Lommel                    | TK                        | 34+6       | 21+1       | 7+1        | 6+4        | CB              | 4               | 3               | 0               | 1               | -                  | -                  | -                  | -                  | -                  | -           | -           | -           | -           | -           | 44     | 25     | 8      | 11     | 56,82      | 2°               |
| Totale Lommel             | Totale Lommel             | Totale Lommel             | 74         | 38         | 19         | 17         |                 | 7               | 5               | 0               | 2               |                    | -                  | -                  | -                  | -                  |             | -           | -           | -           | -           | 81     | 43     | 19     | 19     | 53,09      |                  |
| 2015-2016                 | Waasland-Beveren          | PL                        | 30+6       | 9+1        | 6+1        | 15+4       | CB              | 2               | 1               | 0               | 1               | -                  | -                  | -                  | -                  | -                  | -           | -           | -           | -           | -           | 38     | 11     | 7      | 20     | 28,95      | 12°              |
| giu.-ott. 2016            | Waasland-Beveren          | PL                        | 12         | 2          | 4          | 6          | CB              | 1               | 1               | 0               | 0               | -                  | -                  | -                  | -                  | -                  | -           | -           | -           | -           | -           | 13     | 3      | 4      | 6      | 23,08      | Eson.            |
| Totale Waasland-Beveren   | Totale Waasland-Beveren   | Totale Waasland-Beveren   | 48         | 12         | 11         | 25         |                 | 3               | 2               | 0               | 1               |                    | -                  | -                  | -                  | -                  |             | -           | -           | -           | -           | 51     | 14     | 11     | 26     | 27,45      |                  |
| gen.-giu. 2017            | NAC Breda                 | ED                        | 19+4       | 10+3       | 3+1        | 6+0        | KNVBB           | 0               | 0               | 0               | 0               | -                  | -                  | -                  | -                  | -                  | -           | -           | -           | -           | -           | 23     | 13     | 4      | 6      | 56,52      | Sub., 5° (prom.) |
| 2017-2018                 | NAC Breda                 | E                         | 34         | 9          | 7          | 18         | KNVBB           | 1               | 0               | 0               | 1               | -                  | -                  | -                  | -                  | -                  | -           | -           | -           | -           | -           | 35     | 9      | 7      | 19     | 25,71      | 14°              |
| Totale NAC Breda          | Totale NAC Breda          | Totale NAC Breda          | 57         | 22         | 11         | 24         |                 | 1               | 0               | 0               | 1               |                    | -                  | -                  | -                  | -                  |             | -           | -           | -           | -           | 58     | 22     | 11     | 25     | 37,93      |                  |
| 2018-2019                 | Beerschot                 | TK                        | 28+12      | 15+2       | 9+3        | 4+7        | CB              | 3               | 2               | 0               | 1               | -                  | -                  | -                  | -                  | -                  | -           | -           | -           | -           | -           | 43     | 19     | 12     | 12     | 44,19      | 2°               |
| giu.-ott. 2019            | Beerschot                 | TK                        | 9          | 3          | 2          | 4          | CB              | 2               | 1               | 0               | 1               | -                  | -                  | -                  | -                  | -                  | -           | -           | -           | -           | -           | 11     | 4      | 2      | 5      | 36,36      | Eson.            |
| Totale Beerschot          | Totale Beerschot          | Totale Beerschot          | 49         | 20         | 14         | 15         |                 | 5               | 3               | 0               | 2               |                    | -                  | -                  | -                  | -                  |             | -           | -           | -           | -           | 54     | 23     | 14     | 17     | 42,59      |                  |
| nov. 2019-2020            | Lokeren                   | TK                        | 13         | 1          | 4          | 8          | CB              | 0               | 0               | 0               | 0               | -                  | -                  | -                  | -                  | -                  | -           | -           | -           | -           | -           | 13     | 1      | 4      | 8      | &7,69      | Sub., 8° (retr.) |
| 2020-apr. 2021            | AS Trenčín                | SL                        | 22+6       | 7+0        | 7+0        | 8+6        | SP              | 4               | 3               | 0               | 1               | -                  | -                  | -                  | -                  | -                  | -           | -           | -           | -           | -           | 32     | 10     | 7      | 15     | 31,25      | Eson.            |
| nov. 2022-2023            | Dessel Sport              | EN                        | 26         | 9          | 8          | 9          | CB              | 0               | 0               | 0               | 0               | -                  | -                  | -                  | -                  | -                  | -           | -           | -           | -           | -           | 26     | 9      | 8      | 9      | 34,62      | Sub., 14°        |
| giu.-dic. 2023            | Ostenda                   | TK                        | 15         | 3          | 6          | 6          | CB              | 3               | 3               | 0               | 0               | -                  | -                  | -                  | -                  | -                  | -           | -           | -           | -           | -           | 18     | 6      | 6      | 6      | 33,33      | Eson.            |
| mag. 2024-                | Panevėžys                 | AL                        | 10         | 3          | 2          | 5          | LT              | 0               | 0               | 0               | 0               | UCL+UEL            | 4+1                | 1+0                | 1+0                | 2+1                | -           | -           | -           | -           | -           | 15     | 4      | 3      | 8      | 26,67      | in corso         |
| Totale carriera           | Totale carriera           | Totale carriera           | 419        | 160        | 106        | 153        |                 | 32              | 21              | 1               | 10              |                    | 5                  | 1                  | 1                  | 2                  |             | -           | -           | -           | -           | 456    | 182    | 108    | 165    | 39,91      |                  |

## Palmarès

### Giocatore
- Coppa dei Paesi Bassi: 1

Utrecht: 2002-2003